# Badby
Badby es un pueblo y una parroquia civil del distrito de Daventry, en el condado de Northamptonshire (Inglaterra).

## Demografía
Según el censo de 2001, Badby tenía 645 habitantes (313 varones y 332 mujeres). 131 (20,31%) de ellos eran menores de 16 años, 461 (71,47%) tenían entre 16 y 74, y 53 (8,22%) eran mayores de 74. La media de edad era de 42,75 años. De los 514 habitantes de 16 o más años, 77 (14,98%) estaban solteros, 371 (72,18%) casados, y 66 (12,84%) divorciados o viudos. 310 habitantes eran económicamente activos, 303 de ellos (97,74%) empleados y otros 7 (2,26%) desempleados. Había 3 hogares sin ocupar, 262 con residentes y 5 eran alojamientos vacacionales o segundas residencias.
| 462                         | 447 | 583 | 624 | 596 | 468 | - | - | 530 | 519 | 408 | 423 | 468 | 440 | - | 478 | 483 |
| (Fuente: Vision of Britain) |     |     |     |     |     |   |   |     |     |     |     |     |     |   |     |     |